# Metropool San Sebastian
De Metropool San Sebastian (Spaans: área metropolitana de San Sebastián, Baskisch: Donostiako metropoli eremua) is de agglomeratie rondom de Spaanse stad San Sebastian in de provincie Gipuzkoa van de autonome gemeenschap Baskenland en het Franse departement Pyrénées-Atlantiques in de regio Nouvelle-Aquitaine. De metropool heeft een oppervlakte van 409,6 km2. Qua inwonertal is het de achttiende agglomeratie van Spanje. 

## Gemeenten in de metropool San Sebastian
| Gemeente      | Comarca                 | Inwoners | Oppervlak (km2) | Afstand tot San Sebastian |
| ------------- | ----------------------- | -------- | --------------- | ------------------------- |
| San Sebastian | San Sebastian           | 187.415  | 60,89           |                           |
| Andoain       | San Sebastian           | 14.637   | 27,17           | 11,6                      |
| Astigarraga   | San Sebastian           | 6.532    | 11,91           | 5,3                       |
| Errenteria    | San Sebastian           | 39.471   | 32,26           | 6,9                       |
| Hendaye       | Hendaye-Côte Basque-Sud | 16.881   | 7,95            | 19                        |
| Hernani       | San Sebastian           | 20.354   | 39,82           | 6                         |
| Hondarribia   | Bidasoa Beherea         | 16.828   | 28,63           | 19                        |
| Irun          | Bidasoa Beherea         | 62.401   | 42,2            | 17                        |
| Lasarte-Oria  | San Sebastian           | 18.380   | 6,01            | 6,7                       |
| Lezo          | San Sebastian           | 6.122    | 8,59            | 7                         |
| Oiartzun      | San Sebastian           | 10.293   | 59,71           | 10,6                      |
| Orio          | Urola Kosta             | 6.022    | 9,81            | 11                        |
| Pasaia        | San Sebastian           | 16.156   | 11,34           | 4,6                       |
| Urnieta       | San Sebastian           | 6.168    | 22,4            | 8,1                       |
| Usurbil       | San Sebastian           | 6.174    | 25,64           | 7,6                       |
| Zarauz        | Urola Kosta             | 23.323   | 14,8            | 15                        |